# Sabían demasiado
Sabían demasiado es una película española dirigida por Pedro Lazaga y estrenada en 1962.

## Argumento
Teodoro Caballero "El Señorito" (Tony Leblanc) es el cabecilla de una banda de carteristas que actúa en el centro de Madrid. La crisis del "negocio" le hace plantearse viajar a Chicago para aprender las técnicas de las sofisticadas bandas del hampa más desarrollada.

## Reparto
| Intérprete          | Personaje                                         |
| ------------------- | ------------------------------------------------- |
| Jesús Colomer       | El Pianola                                        |
| Manuel Zarzo        | Camborio                                          |
| Venancio Muro       | El Chepa                                          |
| Ángel Álvarez       | El Sésamo                                         |
| Ismael Merlo        | Don Rafael, 'El cajero'                           |
| Félix Fernández     | Torcuato, el sereno                               |
| José Truchado       | Joe                                               |
| José Orjas          | Don Patrocinio Fuentes, el 'practicante jurídico' |
| Antonio Molino Rojo | Don Agustín                                       |
| Francisco Bernal    | Guardia urbano                                    |
| Juan Cazalilla      | Camarero del Café Gijón                           |
| Jesús Puente        | Don Cipriano, el comisario                        |
| Pedro Sáenz         |                                                   |
| Juan Cortés         |                                                   |
| Antonio Padilla     |                                                   |
| Tota Alba           | Nuera de don Sebastián Guzmán                     |
| Rafaela Aparicio    | Mujer robada                                      |
| Eduardo Moreno      | Cajero del banco                                  |
| Carmen Porcel       | Madre de Margarita                                |
| Emilio Sánchez      |                                                   |
| Joaquín Bergía      |                                                   |
| Irán Eory           | Empleada de la Compañía Aérea                     |
| José Luis Ozores    | El Grillo                                         |
| Matías Prats        | Comentarista fútbol                               |
| José Reyes          |                                                   |

- Datos: Q16627698